# Schijn-sparspanner
De schijn-sparspanner (Thera britannica) is een nachtvlinder uit de familie Geometridae, de spanners. De imago is met het blote oog niet te onderscheiden van de sparspanner. De voorvleugellengte bedraagt tussen de 13 en 17 millimeter. Hij overwintert als rups.

## Waardplanten
De schijn-sparspanner heeft als waardplant de spar.

## Voorkomen in Nederland en België
De schijn-sparspanner is in Nederland en België een gewone soort, die verspreid over het hele gebied kan worden gezien. De vlinder kent twee generaties die vliegen van halverwege april tot en met oktober.